# Saucisse aux choux

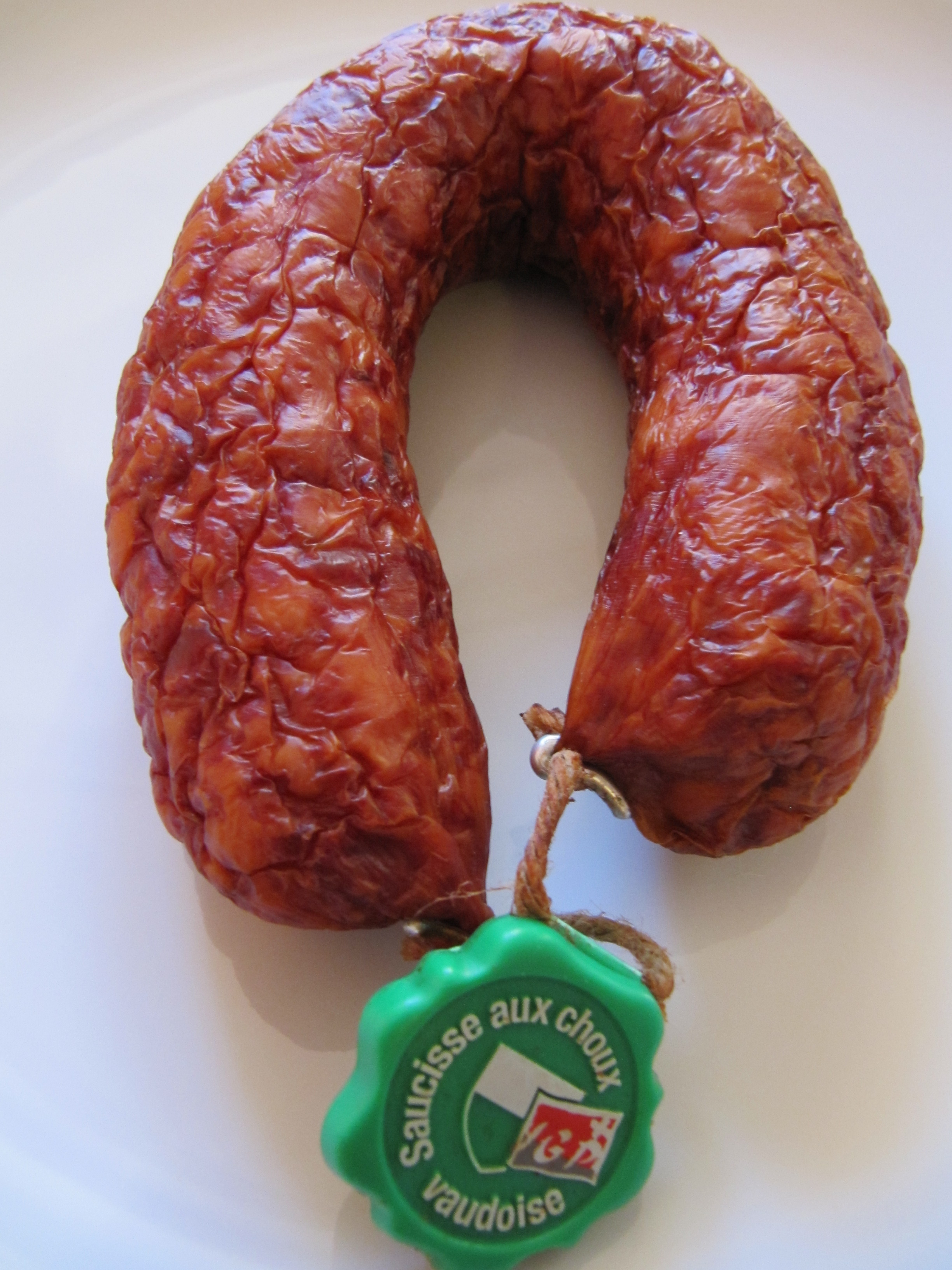
Saucisse aux choux

Die Saucisse aux choux ([so.sis o ʃu], fr. für „Kohlwurst“, im Schweizer Hochdeutsch auch Kabiswurst), auch Waadtländer Kohlwurst genannt, ist ein traditioneller Saucisson aus dem Kanton Waadt, der neben rohem Schweinefleisch auch gekochten Kohl enthält. Seit dem Jahr 2000 trägt sie die vom Bundesamt für Landwirtschaft verliehene Zertifizierung Indication géographique protégée (IGP) (geschützte Herkunftsbezeichnung).

## Geschichte
Der Überlieferung nach soll die Saucisse aux choux im Jahr 879 erfunden worden sein, als Kaiser Karl der Dritte in Orbe Halt gemacht haben soll. Da die Bewohner nicht genügend Fleisch zur Bewirtung des Kaisers und seines Gefolges zur Verfügung gehabt hätten, hätten sie ihre Würste mit Kohl gestreckt. Eine andere Legende verlegt die Erfindung ins Jahr 1476 bei der Schlacht bei Grandson, ebenfalls als Folge von Fleischmangel.
Erstmals schriftlich erwähnt wird die Saucisse aux choux im Bernerischen Koch-Büchlein von 1749. Zu dieser Zeit war Schweinefleisch im tierzüchterisch vor allem auf Milchwirtschaft ausgerichteten Waadtland selten, so dass sich ein Strecken mit dem leicht verfügbaren Kohl anbot. Auch Paul Cérésole erwähnt in seinem Dictionnaire suisse romand von 1884 die Saucisse aux choux.

## Herstellung
Die Herstellung der Saucisse aux choux IGP erfolgt ausschliesslich im Kanton Waadt. Es darf dabei nur Schweizer Schweinefleisch verwendet werden. Die Wurstmasse wird aus Schweinefleisch, gebrühter Schwarte und blanchiertem Weisskohl hergestellt und in Rinderkranzdärme gefüllt. Fakultativ kann der Metzger auch Schweineleber, gekochtes Maul, Herz, Zunge, Kopffleisch und Speck hinzufügen. Gewürzt wird mit Salz und Pfeffer sowie anderen Gewürzen; auch Pökelsalz wird zugegeben. Die Verwendung von Gärbakterien ist fakultativ.
Nach der Abfüllung wird die Saucisse aux choux umgerötet und anschliessend kalt geräuchert. Umröten und Räuchern müssen zusammen mindestens 24 Stunden dauern, künstliche Färbung ist verboten. Die fertige Saucisse aux choux hat einen Durchmesser von 38 bis 44 mm und wiegt zwischen 300 und 400 Gramm.

## Zubereitung
Die Saucisse aux choux wird in warmem Wasser während 70 bis 80 Minuten pochiert oder auf Gemüse gekocht. Eine traditionelle Beilage ist der Papet Vaudois.